# 1800 és 1900 között megszűnt országok listája

## Európa
- Első Francia Császárság
- Osztrák Császárság
- Ciszalpin Köztársaság
- Itáliai Köztársaság
- Pápai állam
- Német-római Birodalom
- Német Szövetség
- Rajnai Szövetség
- Szárd Királyság
- Itáliai Királyság
- Lombard–Velencei Királyság
- Szent Márk Köztársasága
- Francia Királyság
- Első Köztársaság
- Savoyai Hercegség
- Toszkánai Nagyhercegség
- Etruriai Királyság
- Helvét Köztársaság

## Ázsia
- Rjúkjúi Királyság
- Csoszon
- Mogul Birodalom

## Közép Amerika
- Amerikai Konföderációs Államok